# LNB Pro A 2014-15
La LNB Pro A 2014-2015 fue la edición número 93 de la Pro A, la máxima competición de baloncesto de Francia. La temporada regular comenzó el 26 de septiembre de 2014 y acabó el 10 de junio de 2015. Los ocho mejor clasificados accederían a los playoffs, mientras que el JL Bourg Basket y el S.O.M. Boulogne descenderían a la Pro B. La competición se amplió de 16 a 18 equipos, recibiendo una wild card los equipos de Champagne Châlons Reims Basket y Rouen Métropole Basket.
El campeón sería por undécima  vez en su historia el Limoges CSP tras derrotar al Strasbourg IG, finalista por tercer año consecutivo, en cuatro partidos.

## Equipos 2014-15
- Descendidos a Pro B
  - Chorale Roanne Basket (15º)
  - Antibes (16º)
- Ascendidos desde Pro B
  - SOMB Boulogne-sur-Mer (Campeón)
  - JL Bourg-en-Bresse (Ganador de los Playoffs)
- Wild-cards ofrecidas por la LNB [3]
  - Champagne Châlons Reims
  - SPO Rouen Basket

| Equipo                      | Ciudad              | Pabellón                                                  | Capacidad |
| --------------------------- | ------------------- | --------------------------------------------------------- | --------- |
| SOMB Boulogne-sur-Mer       | Boulogne-sur-Mer    | Salle Damrémont                                           | 1650      |
| JL Bourg-en-Bresse          | Bourg-en-Bresse     | Ekinox                                                    | 3548      |
| Champagne Châlons Reims     | Reims               | Complexe René-Tys                                         | 2926      |
| SPO Rouen Basket            | Rouen               | Kindarena                                                 | 6000      |
| Élan Chalon                 | Chalon-sur-Saône    | Le Colisée                                                | 4070      |
| Cholet Basket               | Cholet              | La Meilleraie                                             | 5191      |
| JDA Dijon                   | Dijon               | Palais des Sports Jean-Michel Geoffroy                    | 4600      |
| BCM Gravelines Dunkerque    | Gravelines          | Sportica                                                  | 3500      |
| STB Le Havre                | Le Havre            | Salle des Docks Océane                                    | 3598      |
| Le Mans Sarthe Basket       | Le Mans             | Antarès                                                   | 6003      |
| Limoges Cercle Saint-Pierre | Limoges             | Beaublanc                                                 | 6000      |
| ASVEL Basket                | Lyon – Villeurbanne | Astroballe                                                | 5556      |
| SLUC Nancy Basket           | Nancy               | Palais des Sports Jean Weille                             | 6027      |
| JSF Nanterre                | Nanterre            | Palais des Sports de Nanterre                             | 1594      |
| Orléans Loiret Basket       | Orléans             | Zénith d'Orléans                                          | 5338      |
| Paris-Levallois Basket      | Paris – Levallois   | Stade Pierre de Coubertin Palais des Sports Marcel Cerdan | 4200 3050 |
| Élan Béarnais Pau-Orthez    | Pau                 | Palais des Sports de Pau                                  | 7707      |
| Strasbourg IG               | Strasbourg          | Rhénus Sport                                              | 6200      |

## Resultados

### Temporada regular
|     | Equipo               | J  | G  | P  | PF   | PC   | %  | Clasificación      |
| --- | -------------------- | -- | -- | -- | ---- | ---- | -- | ------------------ |
| 1.  | Strasbourg           | 34 | 30 | 4  | 2592 | 2230 | 88 | playoff            |
| 2.  | Nanterre             | 34 | 25 | 9  | 2797 | 2517 | 74 | playoff            |
| 3.  | Limoges              | 34 | 22 | 12 | 2766 | 2593 | 65 | playoff            |
| 4.  | Le Mans              | 34 | 19 | 15 | 2553 | 2537 | 56 | playoff            |
| 5.  | ASVEL                | 34 | 19 | 15 | 2536 | 2465 | 56 | playoff            |
| 6.  | Le Havre             | 34 | 19 | 15 | 2585 | 2568 | 56 | playoff            |
| 7.  | Nancy                | 34 | 18 | 16 | 2608 | 2565 | 53 | playoff            |
| 8.  | Châlons-Reims        | 34 | 18 | 16 | 2618 | 2575 | 53 | playoff            |
| 9.  | Gravelines-Dunkerque | 34 | 18 | 16 | 2533 | 2441 | 53 |                    |
| 10. | Dijon                | 34 | 17 | 17 | 2584 | 2595 | 50 |                    |
| 11. | Paris Levallois      | 34 | 17 | 17 | 2611 | 2551 | 50 |                    |
| 12. | Chalon-sur-Saône     | 34 | 17 | 17 | 2712 | 2702 | 50 |                    |
| 13. | Pau-Lacq-Orthez      | 34 | 13 | 21 | 2539 | 2648 | 38 |                    |
| 14. | Cholet               | 34 | 13 | 21 | 2661 | 2770 | 38 |                    |
| 15. | Rouen                | 34 | 12 | 22 | 2544 | 2718 | 35 |                    |
| 16. | Orléans              | 34 | 10 | 23 | 2458 | 2667 | 29 |                    |
| 17. | Bourg-en-Bresse      | 34 | 9  | 25 | 2635 | 2851 | 26 | Descienden a Pro B |
| 18. | Boulogne-sur-Mer     | 34 | 9  | 25 | 2632 | 2964 | 26 | Descienden a Pro B |

## Playoffs

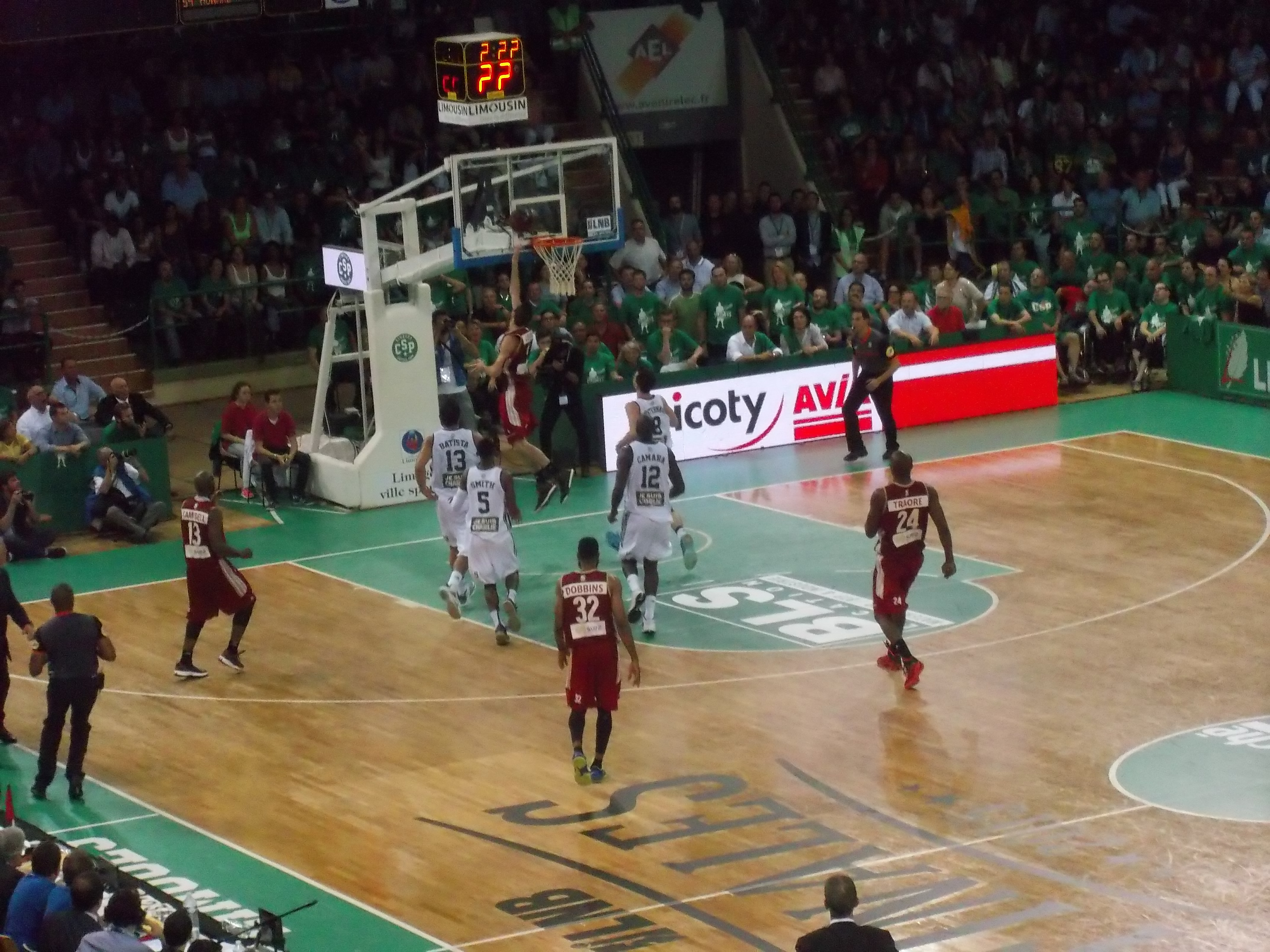
Partido 3 de las finales entre el Limoges y Strasbourg.

|  | Cuartos de final | Cuartos de final | Cuartos de final |         |   | Semifinales | Semifinales | Semifinales |  |   | Final      | Final | Final |  |
|  |                  |                  |                  |         |   |             |             |             |  |   |            |       |       |  |
|  |                  |                  |                  |         |   |             |             |             |  |   |            |       |       |  |
|  | 1                | Strasbourg       | 2                |         |   |             |             |             |  |   |            |       |       |  |
|  | 1                | Strasbourg       | 2                |         |   |             |             |             |  |   |            |       |       |  |
|  | 8                | Chalon-sur-Saône | 1                |         |   |             |             |             |  |   |            |       |       |  |
|  | 8                | Chalon-sur-Saône | 1                |         | 1 | Strasbourg  | 3           |             |  |   |            |       |       |  |
|  |                  |                  |                  |         | 1 | Strasbourg  | 3           |             |  |   |            |       |       |  |
|  |                  |                  | 4                | Le Mans | 0 |             |             |             |  |   |            |       |       |  |
|  | 4                | Le Mans          | 4                | Le Mans | 0 | 2           |             |             |  |   |            |       |       |  |
|  | 4                | Le Mans          |                  |         |   |             |             |             |  |   |            |       |       |  |
|  | 5                | ASVEL            | 1                |         |   |             |             |             |  |   |            |       |       |  |
|  | 5                | ASVEL            | 1                |         |   |             |             |             |  | 1 | Strasbourg | 1     |       |  |
|  |                  |                  |                  |         |   |             |             |             |  | 1 | Strasbourg | 1     |       |  |
|  |                  |                  | 3                | Limoges | 3 |             |             |             |  |   |            |       |       |  |
|  | 2                | Nanterre         | 3                | Limoges | 3 | 0           |             |             |  |   |            |       |       |  |
|  | 2                | Nanterre         |                  |         |   |             |             |             |  |   |            |       |       |  |
|  | 7                | Nancy            | 2                |         |   |             |             |             |  |   |            |       |       |  |
|  | 7                | Nancy            | 2                |         | 7 | Nancy       | 0           |             |  |   |            |       |       |  |
|  |                  |                  |                  |         | 7 | Nancy       | 0           |             |  |   |            |       |       |  |
|  |                  |                  | 3                | Limoges | 3 |             |             |             |  |   |            |       |       |  |
|  | 3                | Limoges          | 3                | Limoges | 3 | 2           |             |             |  |   |            |       |       |  |
|  | 3                | Limoges          |                  |         |   |             |             |             |  |   |            |       |       |  |
|  | 6                | Le Havre         | 0                |         |   |             |             |             |  |   |            |       |       |  |
|  | 6                | Le Havre         | 0                |         |   |             |             |             |  |   |            |       |       |  |
|  |                  |                  |                  |         |   |             |             |             |  |   |            |       |       |  |